# Askatasuna (centro sociale)
Il centro sociale autogestito Askatasuna, sito in Borgo Vanchiglia a Torino, è un edificio occupato da componenti dell'area dell'Autonomia Contropotere dal 1996. È stato teatro di numerosi eventi culturali e politici, dovuti alla militanza dei suoi occupanti. Il nome in lingua basca significa "libertà". 

## L’edificio
L'edificio di quattro piani fuori terra sito in corso Regina Margherita 47 è stato costruito nel 1880 ed era sede dell'Opera Pia Reynero, che raggruppava in una sola amministrazione ben sette Istituti di beneficenza, tra cui un Asilo lattanti, dove erano accolti bambini dall’età di pochi mesi fino a tre anni. Con Regio Decreto del 23 marzo 1924, n. 522, si stabilì la fusione dell'Asilo Reynero e dell'Associazione delle dame di carità di Santa Giulia in Vanchiglia in un unico ente denominato Opera Pia Reynero. L'edificio fu in seguito acquistato dal Comune. La struttura, con cortile in condivisione con l'adiacente asilo nido comunale, è stata abbandonata nel 1981.

## L’occupazione
L’edificio è stato occupato da una sessantina di militanti dell’area autonoma il 15 ottobre 1996, anche se i giornali ne diedero notizia solamente un mese dopo. Il gruppo di occupanti il 5 gennaio dello stesso anno si era impossessato di uno stabile in via Verolengo, dal quale era stato però sgomberato.
È stato sede del Centro Sociale Askatasuna. Ai primi due piani erano concentrate quasi tutte le attività pubbliche (concerti, cene sociali, seminari e laboratori). Il centro sociale si distinse, rispetto ad altre realtà presenti in città, per la volontà di stabilire un forte contatto con il quartiere che lo ospitava (Vanchiglia) e per l'impegno profuso in particolare sui temi del diritto alla casa e al lavoro e sulle attività rivolte all'infanzia. Ospitava uno sportello per persone in difficoltà abitativa, un laboratorio artistico, una biblioteca, una camera oscura fotografica e una sala di registrazione (quest'ultima sequestrata dalla questura nel gennaio 2023).
Il centro sociale fu perquisito dalle forze dell’ordine il 1º maggio 1999 e il 16 luglio 2001; fu anche oggetto di una aggressione da parte di gruppi di estrema destra.
Il 30 gennaio 2024 la giunta comunale di Torino ha approvato una deliberazione che riconosce il centro sociale Askatasuna come bene comune, avviando un percorso di cogestione. Come primo passo del processo di co-progettazione, il 15 febbraio 2024 gli occupanti hanno interrotto tutte le attività che avevano e avrebbero dovuto avere luogo nell'edificio, fino a data da destinarsi, per consentire lo svolgimento dei lavori contemplati dal processo.

## Militanza politica
I componenti del centro sociale si sono caratterizzati fin dalla sua nascita per la capacità di organizzare manifestazioni di massa per le vie del capoluogo subalpino, in occasione di proteste particolari, che diverse volte sono sfociate in tumulti e devastazioni, come ad esempio nel febbraio 2002 per protestare contro un raduno del movimento politico Forza Nuova o il 29 marzo 2003 a supporto della causa Palestinese.
Altri momenti di scontro con le forze di polizia hanno riguardato iniziative contro i CPT, contro la TAV, a difesa delle persone sfrattate.
I suoi componenti erano sempre presenti, in forma polemica verso gli organizzatori considerati troppo moderati, nei cortei torinesi del Primo Maggio, alcuni dei quali conclusi con episodi di guerriglia.
L’attività militante si manifestò anche con l’organizzazione di incontri con esponenti, nazionali e internazionali, dei movimenti di protesta contro il capitalismo. Nel novembre 1998 ospitarono Miguel Rodriguez, esponente del Fronte di Azione Popolare cileno, per un ciclo di incontri nel nord Italia.  Nel marzo 2007 invitarono il fondatore di Potere Operaio, Oreste Scalzone. Nel marzo 2010 ospitarono inoltre l’ex membro della Rote Armee Fraktion Irmgard Moeller.
Nel febbraio 1999 i militanti occuparono per due ore la sede provinciale dei DS a Torino in segno di solidarietà con i curdi del PKK e al suo leader Abdullah Öcalan, arrestato dal governo d’Alema durante un suo viaggio in Italia.
Al suo interno si sviluppò il collettivo femminista Rosso Fuoco, capace anche di singolari azioni dimostrative in altri centri sociali e all’ASL di Rivoli. 
I componenti del centro sociale parteciparono in massa agli eventi del G8 di Genova nel luglio del 2001, e alcuni di loro furono fermati all’interno di un furgone contenente armi improprie, processati con l’accusa di associazione sovversiva e successivamente assolti.
Nell'aprile del 2010 il centro sociale ospitò la camera ardente per i funerali del sociologo torinese Romano Alquati.
Nel 2015 il collettivo di lotta per la casa del centro sociale, chiamato PrendoCasa, occupò insieme a decine di famiglie un'ex conceria abbandonata in corso Ciriè 7 a Torino, e la chiamò Spazio Popolare Neruda. Da allora è la casa di oltre 100 persone, ospita una palestra, un ambulatorio medico, una scuola di italiano e un doposcuola per bambini.
Tra il 2016 e il 2018 alcuni suoi esponenti raggiunsero il Kurdistan siriano per combattere a fianco dei ribelli che in quella regione, dal 2011, tentano di opporsi all'espansione dell'ISIS. La loro presenza fu testimoniata da alcuni video postati in rete. La motivazione che li spinse derivava dalla condivisione degli ideali con il popolo curdo, impegnato a costruire in quei territori un nuovo modello di convivenza basato su ideali socialisti, ambientalisti e anticapitalisti. Tornati in Italia, si trovarono sottoposti a sorveglianza speciale perché la procura di Torino li ritenne "socialmente pericolosi".

## Eventi culturali
Il Centro sociale utilizzò alcuni locali dei Murazzi per organizzare i concerti che più raccoglievano pubblico, ma a volte ne ospitarono anche presso la loro sede. Il 16 febbraio 1997 esordirono ospitando un concerto reggae di Mad Professor e Nolan Irie. Di rilievo furono i concerti tenuti dai Militia, dai Gang, dai Neo Ex, da 'O Zulù, dagli Assalti Frontali e dai Derozer.
La prima proiezione cinematografica avvenne invece il 6 giugno 1997 con Four Rooms di Quentin Tarantino. In seguito furono ospitati numerosi cineforum e le prime di alcuni film d’autore.
Numerose furono anche le attività che coinvolsero gli abitanti del quartiere, anche rivolte ai bambini, iniziate nel 1998.
Di rilievo furono anche gli eventi teatrali ospitati, con compagnie e attori appartenenti anche ai circuiti tradizionali come Beppe Rosso, che tenne al suo interno diverse performance e Marco Gobetti.
Nell’aprile 2001 un’azione messa in campo dal collettivo di artisti Volkswriter di Milano portò alla decorazione del muro dell’area pedonale di Via Balbo e del giardino dell’asilo del quartiere e del centro sociale con un murale raffigurante Dante Di Nanni e Vittorio Arrigoni, scelti come elementi di vicinanza tra la Resistenza italiana e la lotta di liberazione del popolo palestinese.
Nel marzo 2023, all'interno del Centro Sociale si svolse la prima edizione del festival culturale Altri Mondi, con dibattiti, concerti e mostre di oltre 50 artisti. Tra gli ospiti, parteciparono anche Michele Rech (Zerocalcare) e Alessandro Barbero. 

## Procedimenti giudiziari
Molti procedimenti, per diverse tipologie di reato, hanno visto coinvolti i frequentatori del centro sociale. Il primo di questi fu relativo agli scontri di piazza avvenuti nel corteo del 1º maggio 1999 a Torino, per i quali furono processati per resistenza e lesioni 110 dimostranti, assistiti tra gli altri dall'avvocato e onorevole Giuliano Pisapia. Sugli eventi avvenuti in quella giornata venne anche girato un documentario dal regista Armando Ceste che venne presentato alla 17ª edizione del Torino Film Festival. 
Nel 2000 un membro storico del centro venne condannato a sei anni e dieci mesi con l'accusa di aver preso parte ad alcuni attentati contro l'Alta Velocità in Valsusa e questo scatenò un corteo per le vie del centro torinese. Fu la prima di una lunga serie di manifestazioni, a Torino e in valle, dedicate al contrasto alla TAV. Il 23 gennaio 2001 alcuni esponenti occuparono simbolicamente il Consiglio regionale del Piemonte insieme a membri del Partito della Rifondazione Comunista in vista del primo vertice tra Italia e Francia che darà poi il via libera alla costruzione del tragitto. Due giorni dopo una manifestazione organizzata dal centro sociale paralizzò il capoluogo torinese.
Dal 2009 Askatasuna fu oggetto di indagini da parte della magistratura torinese, tramite l'utilizzo anche di migliaia di pagine di intercettazioni. Il risultato fu la trasformazione, nel 2022, da associazione sovversiva ad associazione a delinquere dell'accusa per 16 militanti coinvolti. La presidenza del consiglio dei ministri e i ministeri della difesa e dell'interno si costituirono parte civile. I testimoni, chiamati dalle parti, furono circa duecento.
Il 26 novembre 2015 l'ex parlamentare Stefano Esposito venne condannato per aver diffamato dei manifestanti del movimento No TAV e del centro sociale Askatasuna attraverso il suo blog, condanna confermata dalla corte d'appello nel settembre del 2018.
Il 12 maggio 2022, il centro sociale venne accusato dalla procura di associazione sovversiva insieme al movimento No TAV, accusa in seguito ridimensionata in associazione per delinquere. Il primo grado del processo è al momento sospeso.

## Filmografia
- Rosso/Askatasuna, a proposito di un primo maggio di guerra. Armando Ceste, Torino giugno 1999
- No TAV, fermarlo è possibile a cura del Centro Sociale Askatasuna e del Comitato di lotta popolare (2006). Durata: 75 minuti.[52]